# Givenchy-lès-la-Bassée
Givenchy-lès-la-Bassée település Franciaországban, Pas-de-Calais megyében. Lakosainak száma 989 fő (2022. január 1.). Givenchy-lès-la-Bassée Festubert, Violaines és Cuinchy községekkel határos.

## Népesség
A település népességének változása:
| Lakosok száma | 1016 | 1013 | 1021 | 1012 | 1026 | 1040 | 1023 | 1006 | 989  |
|               | 2013 | 2015 | 2016 | 2017 | 2018 | 2019 | 2020 | 2021 | 2022 |